# Herkenhähn
Die Hofschaft Herkenhähn ist ein Ortsteil der Gemeinde Lindlar, Oberbergischen Kreis im Regierungsbezirk Köln in Nordrhein-Westfalen (Deutschland). 

## Lage und Beschreibung
Herkenhähn liegt westlich von Lindlar nordöstlich von Hohkeppel. Der Wohnplatz liegt nur wenig von der Gemeindegrenze zu Engelskirchen entfernt.

## Geschichte
Herkenhöhn wurde 1467 das erste Mal als erckenhain erwähnt.
In Herkenhähn befindet sich ein Fachwerkhaus aus dem 18. Jahrhundert und ein Wegekreuz von 1711. Der Hof unterstand um 1500 dem Rentmeister auf Georghausen.
Der Ort lag nahe der Heidenstraße, einer bedeutenden mittelalterlichen Altfernstraße von Köln über Kassel nach Leipzig.
Die Topographia Ducatus Montani des Erich Philipp Ploennies, Blatt Amt Steinbach, belegt, dass der Wohnplatz bereits 1715 einen Freihof besaß, der als Herckenhehn beschriftet ist. Carl Friedrich von Wiebeking benennt die Hofschaft auf seiner Charte des Herzogthums Berg 1789 als Herkenhan. Aus ihr geht hervor, dass der Ort zu dieser Zeit Teil der Honschaft Vellingen im Kirchspiel Hohkeppel war.
Der Ort ist auf der Topographischen Aufnahme der Rheinlande von 1817 als Herkenhain verzeichnet. Die Preußische Uraufnahme von 1845 zeigt den Wohnplatz unter dem Namen Herkenhähn. Ab der Preußischen Neuaufnahme von 1892 ist der Ort auf Messtischblättern regelmäßig als Herkenhähn verzeichnet.
1822 lebten 9 Menschen im als Haus kategorisierten und als Herkenhain bezeichneten Ort, der nach dem Zusammenbruch der napoleonischen Administration und deren Ablösung zur Gemeinde Hohkeppel der Bürgermeisterei Engelskirchen im Kreis Wipperfürth gehörte. Für das Jahr 1830 werden für den als Herkenhain bezeichneten Ort 43 Einwohner angegeben. Der 1845 laut der Uebersicht des Regierungs-Bezirks Cöln als Hof kategorisierte Ort besaß zu dieser Zeit ein Wohngebäude mit acht Einwohnern, alle katholischen Bekenntnisses.
Die Gemeinde- und Gutbezirksstatistik der Rheinprovinz führt Herkenhähn 1871 mit zwei Wohnhäusern und 14 Einwohnern auf. Im Gemeindelexikon für die Provinz Rheinland von 1888 werden für Herkenhähn zwei Wohnhäuser mit 15 Einwohnern angegeben. 1895 besitzt der Ort zwei Wohnhäuser mit 10 Einwohnern, 1905 werden ein Wohnhaus und zehn Einwohner angegeben.
Aufgrund § 10 und § 14 des Köln-Gesetzes wurde 1975 die Gemeinde Hohkeppel aufgelöst und umfangreiche Teile in Lindlar eingemeindet. Darunter auch Herkenhähn.

## Sehenswürdigkeiten
In der Hofschaft existieren zwei Baudenkmäler:
- Fachwerkhof Herkenhähn 2
- Wegekreuz

## Busverbindungen
Die nächste Haltestelle ist Unterfrielinghausen.